# Kabinett Putin I
Das Kabinett Putin I bildete vom 16. August 1999 bis zum 7. Mai 2000 die Regierung der Russischen Föderation.

## Regierungsmitglieder
| Amt                                                               | Person | Person                | Amtszeit                             |
| ----------------------------------------------------------------- | ------ | --------------------- | ------------------------------------ |
| Ministerpräsident                                                 |        | Wladimir Putin        | 16. August 1999 – 7. Mai 2000        |
| Erste Stellvertretende Ministerpräsidenten                        |        | Michail Kassjanow     | 10. Januar 2000 – 7. Mai 2000        |
| Erste Stellvertretende Ministerpräsidenten                        |        | Nikolay Aksyonenko    | 19. August 1999 – 10. Januar 2000    |
| Erste Stellvertretende Ministerpräsidenten                        |        | Wiktor Christenko     | 19. August 1999 – 10. Januar 2000    |
| Stellvertretende Ministerpräsidenten                              |        | Ilja Klebanow         | 16. August 1999 – 7. Mai 2000        |
| Stellvertretende Ministerpräsidenten                              |        | Walentina Matwijenko  | 16. August 1999 – 7. Mai 2000        |
| Stellvertretende Ministerpräsidenten                              |        | Wladimir Sherback     | 16. August 1999 – 7. Mai 2000        |
| Stellvertretende Ministerpräsidenten                              |        | Nikolay Koshman       | 15. Oktober 1999 – 7. Mai 2000       |
| Stellvertretende Ministerpräsidenten                              |        | Sergei Schoigu        | 10. Januar 2000 – 7. Mai 2000        |
| Stellvertretende Ministerpräsidenten                              |        | Wiktor Christenko     | 10. Januar 2000 – 7. Mai 2000        |
| Finanzminister                                                    |        | Michail Kassjanow     | 16. August 1999 – 7. Mai 2000        |
| Minister für Atomenergie                                          |        | Jewgeni Adamow        | 16. August 1999 – 7. Mai 2000        |
| Landwirtschaftsminister                                           |        | Alexei Gordejew       | 16. August 1999 – 7. Mai 2000        |
| Minister für Antimonopolpolitik und Förderung des Unternehmertums |        | Ilya Yuzhanov         | 16. August 1999 – 7. Mai 2000        |
| Minister für Kraftstoff und Energie                               |        | Viktor Kalyuzhny      | 16. August 1999 – 7. Mai 2000        |
| Innenminister                                                     |        | Wladimir Ruschailo    | 16. August 1999 – 7. Mai 2000        |
| Katastrophenschutzminister                                        |        | Sergei Schoigu        | 16. August 1999 – 7. Mai 2000        |
| Medienminister                                                    |        | Michail Lessin        | 16. August 1999 – 7. Mai 2000        |
| Minister für Migration                                            |        | Vyacheslav Mikhailov  | 19. August 1999 – 6. Januar 2000     |
| Minister für Migration                                            |        | Alexander Blokhin     | 6. Januar 2000 – 7. Mai 2000         |
| Gesundheitsminister                                               |        | Yury Shevchenko       | 16. August 1999 – 7. Mai 2000        |
| Minister für Eigentumsbeziehungen                                 |        | Farit Gazizullin      | 16. August 1999 – 7. Mai 2000        |
| Außenminister                                                     |        | Igor Iwanow           | 16. August 1999 – 7. Mai 2000        |
| Kulturminister                                                    |        | Wladimir Yegorov      | 19. August 1999 – 8. Februar 2000    |
| Kulturminister                                                    |        | Michail Schwydkoi     | 8. Februar 2000 – 7. Mai 2000        |
| Minister für Steuern                                              |        | Alexander Pochinok    | 16. August 1999 – 7. Mai 2000        |
| Verteidigungsminister                                             |        | Igor Sergejew         | 16. August 1999 – 7. Mai 2000        |
| Bildungsminister                                                  |        | Wladimir Filippov     | 16. August 1999 – 7. Mai 2000        |
| Umweltminister                                                    |        | Boris Yatskevich      | 16. August 1999 – 7. Mai 2000        |
| Minister für Industrie, Wissenschaft und Technologie              |        | Mikhail Kirpichnikov  | 16. August 1999 – 7. Mai 2000        |
| Minister für Eisenbahn                                            |        | Wladimir Starostenko  | 16. August 1999 – 16. September 1999 |
| Minister für Eisenbahn                                            |        | Nikolay Aksyonenko    | 16. September 1999 – 7. Mai 2000     |
| Minister für Telekommunikation und Information                    |        | Leonid Reiman         | 16. August 1999 – 7. Mai 2000        |
| Verkehrsminister                                                  |        | Sergei Frank          | 16. August 1999 – 7. Mai 2000        |
| Minister für Arbeit und Soziales                                  |        | Sergey Kalashnikov    | 16. August 1999 – 7. Mai 2000        |
| Wirtschaftsminister                                               |        | Andrey Shapoval'yants | 16. August 1999 – 7. Mai 2000        |
| Handelsminister                                                   |        | Michail Fradkow       | 16. August 1999 – 7. Mai 2000        |
| Justizminister                                                    |        | Juri Tschaika         | 16. August 1999 – 7. Mai 2000        |
| Minister für Sport, Körperkultur und Tourismus                    |        | Boris Ivanyuzhenkov   | 16. August 1999 – 7. Mai 2000        |
| Minister für die Gemeinschaft Unabhängiger Staaten                |        | Leonid Dpachevsky     | 16. August 1999 – 7. Mai 2000        |
| Stabschef                                                         |        | Dmitri Kosak          | 16. August 1999 – 7. Mai 2000        |